# 野性の風
「野性の風」（やせいのかぜ）は、今井美樹の2枚目のシングル。1987年7月1日発売。発売元はフォーライフ・レコード（現・フォーライフミュージックエンタテイメント）。

## 解説
映画『漂流教室』の主題歌。筒美京平が今井に提供した唯一のシングル曲。
後に、今井のアルバムプロデュースや楽曲提供を行う久石譲が初の編曲。

## 収録曲
作詞　川村真澄／作曲　筒美京平／編曲　久石譲
1. 野性の風
  - 東宝東和配給『漂流教室』主題歌
  - 2ndアルバム『elfin』（1987年9月21日）に、アルバムリミックスが収録。
  - 1stベスト・アルバム『Ivory』（1989年12月6日）収録。
  - 3rdベスト・アルバム『IMAI MIKI from 1986』（1998年7月1日）に、微妙に早くフェードアウトするバージョンが収録。
  - 7thベスト・アルバム『Ivory III』（2004年6月16日）に収録
2. 三日月のサーベル